# Lékařství

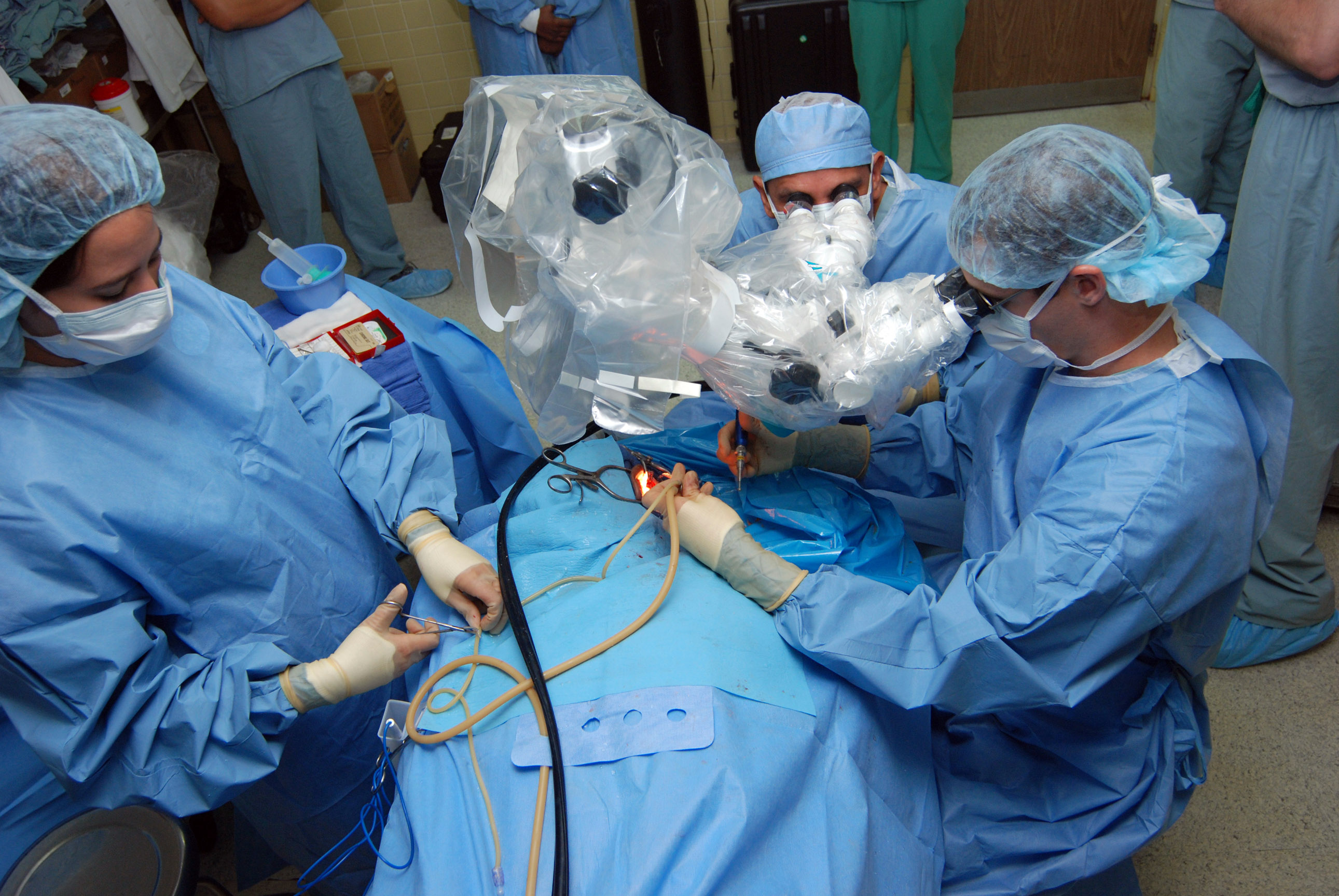
Lékaři při operaci

Lékařství nebo medicína (z lat. ars medicina, umění léčit) je aplikovaná biologická věda o zdraví, stavech a chorobných procesech člověka, o způsobech léčení a předcházení nemocem. Úkolem tohoto vědního oboru je chránit a zlepšovat zdraví. Jak již bylo řečeno, opírá o poznatky biologie, chemie, fyziky a stále více se prosazuje také informatika.
Zakladatelem tradice současného lékařství byl řecký lékař Hippokratés, který žil v 5. století př. n. l. Lékařství se dělí na mnoho teoretických a praktických disciplín. Např. chirurgie, zubní lékařství, patologie, imunologie…

## Východiska medicíny
Standardně pod pojem medicína spadají takové obory, které využívají postupy a metody vyučované na lékařských fakultách. V zásadě lze prohlásit, že medicína je aplikovaný biologický obor, který vhodným způsobem přihlíží i poznatkům dalších disciplín, zejména pak disciplín z okruhu chemie, psychologie, etiky a práva. Nedílnou součástí medicíny je i vědecká metoda založená především na empirii a následném zobecňování těchto poznatků pomocí neúplné indukce, k čemuž je široce využívána statistika. Celý koncept medicíny se nazývá Evidence Based Medicine (EBM, medicína založená na důkazech). Přísnost medicíny založené na důkazech nebyla v minulosti vždy uplatňována a u některých starších léků, jako je pentoxifylinu nebo fenylefrinu, byla zjištěna absence účinnosti. Medicína založená na důkazech je relativně mladý koncept, proto v medicíně přetrvává několik aspektů alternativní medicíny, které jsou v zásadě non-EBM, zejména jde o oblibu některých okrajových terapeutických postupů, u kterých se očekává, že se přesunou do oblasti alternativní medicíny s přirozeným úbytkem lékařů naučených tyto postupy volit.

### Paradigma medicíny
Pro zdůraznění, že i když má medicína biologické kořeny, se někdy hovoří o tzv. bio-psycho-socio-spirituálním paradigmatu medicíny, jehož podstatou je pohled na pacienta a jeho chorobu jako na výslednici působení biologických, psychologických a sociálních faktorů. Toto paradigma je dále rozvíjeno tím, že se explicitně zmiňují faktory ekologické, které lze pokládat za biologické faktory, a faktory spirituální, které lze ovšem jen obtížně odlišit od faktorů psychologických.
Na druhou stranu je třeba zdůraznit, že takové komplexní paradigma představuje v případě řady onemocnění pouze faktor komplikující diagnostiku a terapii, zejména má-li lékař k dispozici pouze omezený čas. Jiná situace nastává v případě, kdy se jedná o choroby vzniklé bez jedné zjevné příčiny, ale spíše v důsledku sumace a vzájemného působení řady malých inzultů. Potom může psychika jedince i jeho sociální prostředí sehrát klíčovou roli v tíži postižení, klinickém obrazu i prognóze a může výrazně ovlivnit i rozhodování o vhodnosti terapeutických postupů.

### Přístup k pacientovi
Původní přístup lékaře k pacientovi je paternalistický, tedy lékař pacientovi předepisuje režim a jen málo jej s ním probírá. Logickým opodstatněním tohoto přístupu je jednak jeho ekonomičnost (lékař potřebuje na jednoho pacienta méně času) a jednak to, že lékař má alespoň teoreticky větší znalosti o chorobě. Velkou nevýhodou paternalistického přístupu je to, že pacient se stává pasivním v přístupu ke své chorobě. Extrémem paternalistického přístupu je tajení diagnózy s infaustní prognózou.
Od konce 20. století začíná převládat přístup partnerský, tedy přístup, kdy je lékař spíše průvodcem a pacientovi vysvětluje jeho problémy a navrhuje další postup. Nespornou výhodou takového postupu je to, že pacient je více aktivní. Nevýhodou je výrazně vyšší potřeba času na jednoho pacienta. Nevýhodou je i to, že některé typy osobností preferují paternalistický přístup. Extrémem partnerského přístupu je popírání práva neznat nepříznivou diagnózu.
Nicméně, přístup lékaře k pacientovi je také ovlivněn kulturními, společenskými a náboženskými zvyklostmi v dané krajině (např. v některých islámských zemích rozhoduje o vyšetření ženy její muž atp.).
Principy lékařských a příbuzných oborů (např. biomechanika a biomedicínské inženýrství) by však měly být v souladu s lékařskou etikou, což především znamená být prospěšný pacientovi a neuškodit pacientovi „benefice a non-malefice“ a nedoporučovat neúčinné léky a metody.

### Obory medicíny
Medicína jako celek představuje natolik složitou činnost, že vyžaduje specializace. Nechybí však ani integrující složka, kterou by měl být všeobecný praktický lékař (tzv. obvodní lékař, lidově „obvoďák“), eventuálně rodinný lékař, ev. praktický lékař pro děti a dorost. Obvykle se obory medicíny dělí na obory teoretické, paraklinické a klinické.

#### Teoretické obory
Teoretické obory představují základní obory medicínského studia. Student medicíny se s nimi seznámí obvykle dříve než s klinickými obory; představují biologický a obecně vědecký základ medicíny. Patří sem zejména:
- morfologické obory – anatomie, histologie, embryologie;
- obory přírodovědného základu – lékařská biofyzika, biochemie, biologie, genetika, mikrobiologie, fyziologie, patologická fyziologie, imunologie, neurovědy;
- obory přesahující medicínu – lékařská etika, filozofie medicíny, lékařská psychologie, biostatistika, lékařská informatika, demografie, medicínská geografie, biomechanika, biomedicínské inženýrství.

#### Paraklinické obory
Paraklinické obory jsou takové obory, jejichž lékaři obvykle nepřicházejí do styku s pacienty. V některých zemích mohou být některé činnosti (nebo všechny) paraklinických oborů delegovány na pracovníky bez lékařského vzdělání. Jedná se zejména o obory:
- diagnostické – klinická biochemie, klinická mikrobiologie, radiodiagnostika, histopatologie…;
- preventivní – hygiena, epidemiologie;
- poradní – klinická farmakologie.

#### Klinické obory
Klinické obory bývá zvykem dělit na chirurgické a nechirurgické. Tradičním léčebným postupem v chirurgických oborech je invazivní zákrok (chirurgie, ortopedie, gynekologie a porodnictví, maxilofaciální chirurgie, urologie a ORL). Léčebné postupy v nechirurgických oborech (někdy nesprávně označovaných jako interní) spočívají obvykle v nekrvavém ovlivnění funkce organismu. Takové dělení však postupně ztrácí na významu, protože například endoskopické výkony provádí i řada interních oborů. Poněkud výjimečné postavení má psychiatrie, protože objektem jejího zájmu jsou poruchy psychiky.

## Alternativní medicína
Alternativní medicína není alternativou ve smyslu jiné cesty, alternativní medicína je alternativní ve smyslu jiných filozofických východisek. Alternativní medicína není jednotný proud, jde o celou řadu někdy provázaných a jindy se naopak navzájem potírajících proudů. Společným jmenovatelem je pouze opozice vůči medicíně, která bývá označována jako klasická, akademická, školní nebo např. alopatická. Pragmatický pohled na alternativní medicínu definuje alternativní medicínu jako takové proudy v diagnostice, prevenci a léčení, které používají překonané, nedostatečně efektivní, neprokázané nebo dokonce neprokazatelné metody. Pro zařazení není podstatné, zda má příslušná metoda racionální základ, jde pouze o výsledky. Z pohledu zastánců jednotlivých proudů je i toto problematické, protože velmi často možnost testování východisek nebo dokonce i výsledků aktivně popírají nebo dokonce pokládají vlastní přesvědčení za dostatečný důkaz.
Z výše uvedeného plyne, že alternativní medicína zahrnuje širokou škálu oborů, z nichž některé jsou na pomezí medicíny a alternativní medicíny (např. fytoterapie), zatímco jiné nemají s medicínou jako aplikovaným přírodovědným oborem společného vůbec nic (např. homeopatie nebo reiki). Do alternativní medicíny mohou patřit některé tradiční metody (např. akupunktura nebo ájurvéda), metody vzniklé jako slepé větve během vývoje medicíny jako oboru (např. homeopatie), ale i obory relativně nové a vzniklé jako produkt nových metafyzických systémů (např. reiki nebo antroposofická medicína) nebo jako nápodoba technického pokroku (např. elektroakupunktura dle Volla). Díky vysoké popularitě některých oborů alternativní medicíny pronikají některé proudy alternativní medicíny do výuky na lékařských fakultách ať již jako dílčí kurzy (kurzy akupunktury nebo homeopatie) nebo dokonce jako samostatné studium (např. studium osteopatie v USA nebo studium tradiční čínské medicíny).
Lékařské směry v USA:
- allopatie
- eklektická medicína
- homeopatie